# 13e corps d'armée (Allemagne)
Pour les articles homonymes, voir 13e corps d'armée.
Le 13e corps d'armée (allemand : XIII. Armeekorps) est un corps d'armée de l'armée de terre allemande qui a existé à deux reprises pendant la Seconde Guerre mondiale.
Créé en 1937, il prend part aux campagnes de Pologne (1939) et de l'Ouest (1940) puis à l'invasion de l'URSS à partir de l'été 1941. Il demeure sur le front de l'Est jusqu'à l'été 1944 où ses éléments subsistants servent à la mise sur pied du Generalkommando Großdeutschland.
En janvier 1945, le Höheres Kommando Vogesen est renommé XIII. Armeekorps, il combat dans l'Ouest de l'Allemagne jusqu'à la fin de la guerre.

## Historique
Le XIII. Armeekorps est formé le 1er octobre 1937 à Nuremberg dans le nouveau Wehrkreis XIII, d'abord en vue de commander celui-ci. L'état-major est mobilisé le 1er août 1939 et prend part à la campagne de Pologne.
Dans le plan d'offensive à l'Ouest, le 13e corps d'armée d'Heinrich von Vietinghoff, qui fait partie de la 16e armée dont la mission est de défendre le flanc sud de l'offensive allemande, doit avec ses deux divisions d'infanterie (15e et 17e) passer la frontière luxembourgeoise puis la frontière belge, la 15e division d'infanterie s'établit défensivement au niveau de Virton tandis que la 17e doit s'emparer de la position avancée de Longwy.
Il est anéanti par les forces américaines à Stuttgart le 25 avril 1945.

## Organisation
| Date                               | Grade                  | Kommandierende Generale  |
| ---------------------------------- | ---------------------- | ------------------------ |
| 1er octobre 1937 - 26 octobre 1939 | General der Kavallerie | Maximilian von Weichs    |
| 26 octobre 1939 - 25 octobre 1940  | Generaloberst          | Heinrich von Vietinghoff |
| 25 octobre 1940 - 13 janvier 1942  | General der Infanterie | Hans-Gustav Felber       |
| 14 janvier 1942 - 21 avril 1942    | Generalleutnant        | Otto-Ernst Ottenbacher   |
| 21 avril 1942 - 20 février 1943    | General der Infanterie | Erich Straube            |
| 20 février 1943 - 7 septembre 1943 | General der Infanterie | Friedrich Siebert        |
| 7 septembre 1943 - 25 avril 1944   | General der Infanterie | Arthur Hauffe            |
| 25 avril 1944 - 5 juin 1944        | Generalleutnant        | Johannes Block           |
| 5 juin 1944 - 22 juillet 1944      | General der Infanterie | Arthur Hauffe            |
|                                    | Reformation 1945       |                          |
| Reformation - février 1945         | General der Infanterie | Hans-Gustav Felber       |
| 12 février 1945 - 31 mars 1945     | Generalleutnant        | Ralph Graf von Oriola    |
| 31 mars 1945 - 15 avril 1945       | Generalleutnant        | Max Bork                 |
| 15 avril 1945 - 20 avril 1945      | General der Infanterie | Walther Hahm             |
| 20 avril 1945 - 8 mai 1945         | General der Artillerie | Walther Lucht            |

| Date                               | Grade               | Chef des Generalstabes                         |
| ---------------------------------- | ------------------- | ---------------------------------------------- |
| 1er octobre 1937 - 5 février 1940  | Generalmajor i.G.   | Wilhelm Stemmermann                            |
| 6 février 1940 - 27 octobre 1941   | Oberst i.G.         | Rudolf Hofmann                                 |
| 3 novembre 1941 - 6 janvier 1942   | Oberstleutnant i.G. | Heinrich Gäde                                  |
| 6 janvier 1942 - 22 mars 1942      | Oberst i.G.         | Sigismund-Hellmuth Ritter und Edler von Dawans |
| 22 mars 1942 - Juillet 1942        | Oberstleutnant i.G. | Herbert Köstlin                                |
| Juillet 1942 - 24 décembre 1942    | Oberst i.G.         | Gerhard Kühne                                  |
| 24 décembre 1942 - 15 février 1943 | Oberst i.G.         | Kaulbach                                       |
| 16 février 1943 - 20 mars 1943     | Oberst i.G.         | Zerbel                                         |
| 20 mars 1943 - Novembre 1943       | Oberst i.G.         | Karl Körner                                    |
| Novembre 1943 - 10 juin 1944       | Oberst i.G.         | Hans-Werner Freiherr von Hammerstein-Gesmold   |
|                                    | Reformation 1945    |                                                |
| Reformation - 8 mai 1945           | Oberstleutnant i.G. | Uechteritz                                     |

| Date                               | Grade               | 1. Generalstabsoffizier (Ia) |
| ---------------------------------- | ------------------- | ---------------------------- |
| 1er octobre 1937 - 5 février 1940  | Oberstleutnant i.G. | Rudolf Hofmann               |
| 6 février 1940 - 14 septembre 1940 | Oberstleutnant i.G. | Anton Glasl                  |
| 14 septembre 1940 - mars 1941      | Oberstleutnant i.G. | Julius von Lynker            |
| Mars 1941 - février 1942           | Oberstleutnant i.G. | Hans Fromberger              |
| Mars 1942                          | Hauptmann i.G.      | Rolf Geyer                   |
| Décembre 1942 - janvier 1943       | Major i.G.          | Friedrich Blickle            |
| 10 décembre 1943 - 10 juin 1944    | Major i.G.          | Wolf-Eberhard Wolfram        |
|                                    | Reformation 1945    |                              |
| 15 mars 1945 - Mai 1945            | Major i.G.          | Gäbelein                     |

## Théâtres d'opérations
- Pologne : septembre 1939 - mai 1940
- France : mai 1940 - juin 1941
- Front de l'Est secteur Sud : juin 1941 - juillet 1944
- Front de l'Ouest : janvier 1945 - avril 1945

## Ordre de batailles

### Rattachement d'armées
| Date             | Armée                                  | Groupe d'armées              |
| ---------------- | -------------------------------------- | ---------------------------- |
| 1939             |                                        |                              |
| Septembre        | 8e armée                               | Groupe d'armées Sud          |
| Décembre         | 16e armée                              | Groupe d'armées A            |
| 1940             |                                        |                              |
| 1er janvier      | 16e armée                              | Groupe d'armées A            |
| 23 mai           | 12e armée                              | Groupe d'armées A            |
| Juillet          | 9e armée                               | Groupe d'armées A            |
| 19 juillet       | 16. Armee                              | Groupe d'armées A            |
| 1941             |                                        |                              |
| Janvier          | 16. Armee                              | Groupe d'armées A            |
| Mars             | 18. Armee                              | Groupe d'armées B            |
| Avril            | 4. Armee                               | Groupe d'armées B            |
| Juin             | 4. Armee                               | Groupe d'armées Centre       |
| Août             | 2. Armee                               | Groupe d'armées Centre       |
| Novembre         | 4. Armee                               | Groupe d'armées Centre       |
| 1942             |                                        |                              |
| Janvier          | 4. Armee                               | Groupe d'armées Centre       |
| Mai              | OKH                                    | Groupe d'armées Sud          |
| Juin             | 4e Panzer Armee                        | Groupe d'armées Sud          |
| Août             | 2. Armee                               | Groupe d'armées B            |
| 1943             |                                        |                              |
| Janvier          | 2. Armee                               | Groupe d'armées B            |
| Mars             | 2. Armee                               | Groupe d'armées Centre       |
| Septembre        | 4e Panzer Armee                        | Groupe d'armées Sud          |
| 1944             |                                        |                              |
| 1er janvier      | 4e Panzer Armee                        | Groupe d'armées Sud          |
| 5 janvier        | 48e corps de blindés / 4e Panzer Armee | Groupe d'armées Sud          |
| 6 janvier        | 4e Panzer Armee                        | Groupe d'armées Sud          |
| 15 janvier       | z. Vfg.                                | Groupe d'armées Sud          |
| 19 janvier       | 4e Panzer Armee                        | Groupe d'armées Sud          |
| Avril            | 4e Panzer Armee                        | Groupe d'armées Nord Ukraine |
| Juillet          | 1re Panzer Armee                       | Groupe d'armées Nord Ukraine |
| Reformation 1945 |                                        |                              |
| Février          | 7. Armee                               | Groupe d'armées B            |
| Avril            | 1. Armee                               | Groupe d'armées G            |
| Mai              | 7. Armee                               | Groupe d'armées Centre       |

### Unités subordonnées

#### Unités organiques
- Arko 17[1]
- Korps-Nachrichten-Abteilung 53[1]
- Korps-Nachschubtruppen 413[1]

#### Unités rattachées
1er septembre 1939
- 10e division d'infanterie
- 17e division d'infanterie
- Leibstandarte SS Adolf Hitler

10 mai 1940
- 15e division d'infanterie
- 17e division d'infanterie

8 juin 1940
- 17. Infanterie-Division
- 21. Infanterie-Division
- 260. Infanterie-Division

10 août 1941
- 1. Infanterie-Division
- 162. Infanterie-Division
- 167. Infanterie-Division
- 131. Infanterie-Division
- 17. Infanterie-Division

20 août 1941
- 1. Infanterie-Division
- 260. Infanterie-Division
- 134. Infanterie-Division
- 131. Infanterie-Division
- 17. Infanterie-Division

24 août 1941
- 1. Infanterie-Division
- 260. Infanterie-Division
- 134. Infanterie-Division
- 17. Infanterie-Division

3 septembre 1941
- 134. Infanterie-Division
- 17. Infanterie-Division
- 260. Infanterie-Division

2 octobre 1941
- 17. Infanterie-Division
- 260. Infanterie-Division

2 janvier 1942
- 52. Infanterie-Division
- 260. Infanterie-Division
- 268. Infanterie-Division

3 février 1942
- 260. Infanterie-Division
- 98. Infanterie-Division
- 263. Infanterie-Division
- 34. Infanterie-Division

14 juin 1942
- 385. Infanterie-Division
- 11e Panzerdivision
- 82. Infanterie-Division

3 juillet 1942
- 385. Infanterie-Division
- 82. Infanterie-Division
- 88. Infanterie-Division

27 juillet 1942
- 385. Infanterie-Division
- 82. Infanterie-Division
- 88. Infanterie-Division

22 décembre 1942
- 377. Infanterie-Division
- 340. Infanterie-Division
- 68. Infanterie-Division
- 82. Infanterie-Division

7 juillet 1943
- 327. Infanterie-Division
- 340. Infanterie-Division
- 377. Infanterie-Division
- 82. Infanterie-Division

1er octobre 1943
- 183. Infanterie-Division
- 340. Infanterie-Division
- 208. Infanterie-Division

26 décembre 1943
- 68. Infanterie-Division
- Gruppe 213. Sicherungs-Division
- 340. Infanterie-Division
- Kampfgruppe 208. Infanterie-Division
- Kavallerie-Regiment Süd
- Kampfgruppe 7. Panzer-Division

Reformation 1945
1er mars 1945
- 79. Volks-Grenadier-Division
- Reste der 276. Volks-Grenadier-Division
- 2e Panzerdivision
- 352. Volks-Grenadier-Division
- 9. Volks-Grenadier-Division

## Sources
- XIII. Armeekorps sur Lexikon-der-wehrmacht.de